# Ben Travers
Ben Travers, född 12 november 1886 i Hendon, London, död 18 december 1980, var en engelsk författare och dramatiker.

## Böcker på svenska
- Oäkta makar (översättning Elisabeth Krey-Lange, Wahlström & Widstrand, 1924) (A cuckoo in the nest)
- Oro i lägret (översättning Karin Jensen, Wahlström & Widstrand, 1926)